# Personenfreizügigkeit
Die Personenfreizügigkeit ist eine Unterart der Freizügigkeit und betrifft das Recht natürlicher Personen, einen Aufenthalt in einem anderen Staat wahrnehmen zu dürfen.

## Allgemeines
Die Personenfreizügigkeit und die Niederlassungsfreiheit sind Unterarten der Freizügigkeit. Während die Personenfreizügigkeit ausschließlich natürliche Personen betrifft, sind Normadressaten der Niederlassungsfreiheit sowohl natürliche als auch juristische Personen. Im Allgemeinen Abkommen über den Handel mit Dienstleistungen (GATS) der Welthandelsorganisation WTO, das 1995 in Kraft trat, konnte man sich nicht auf eine unbeschränkte Personenfreizügigkeit einigen, so dass weder eine dauerhafte Aufenthalts- oder Arbeitserlaubnis noch der Erwerb der Staatsbürgerschaft des Aufenthaltsstaats zum Ziel erklärt wurde.
Personenfreizügigkeit bedeutet „freier Personenverkehr“ und bezeichnet vor allem die Freiheit, in einem anderen Land als dem Heimatland wohnen und arbeiten zu dürfen, aber auch ohne ungerechtfertigte Hindernisse zu reisen. Zentral ist zum einen der Abbau von Personenkontrollen an Grenzen und zum andern die Arbeitnehmerfreizügigkeit, die Niederlassungsfreiheit, das Aufenthaltsrecht, die Anerkennung von Ausbildungsnachweisen sowie die Freizügigkeit betreffend Sozialversicherungen. Hinzu kommt der Abbau steuerlicher Schranken. Der Begriff findet hauptsächlich in der Schweiz im Zusammenhang mit den Bilateralen Verträgen zwischen der Schweiz und der EU Verwendung.

## Geschichte
In der Europäischen Union ist die Personenfreizügigkeit seit 1993 als eine der vier Grundfreiheiten, neben der Warenverkehrsfreiheit, der Dienstleistungsfreiheit und dem freien Kapital- und Zahlungsverkehr, garantiert. Zur Personenfreizügigkeit gehört die Arbeitnehmerfreizügigkeit und die Niederlassungsfreiheit. Für die im Zuge der Osterweiterung der Europäischen Union beigetretenen Länder bestanden zunächst Einschränkungen (zuletzt bis 30. Juni 2015 für Kroatien).
Die Vereinbarung der Personenfreizügigkeit zwischen der Schweiz und der EU trat im Rahmen der „Bilateralen Verträge I“ zum 1. Juni 2002 in Kraft.

## Rechtsfragen

Gemeinsamer Markt: EU und EFTA

In den EU-Mitgliedstaaten ist die Personenfreizügigkeit gemäß Art. 21 Abs. 1 AEUV gewährleistet und gestattet den Unionsbürgern, sich in anderen Mitgliedstaaten frei zu bewegen und aufzuhalten. In Art. 45 Abs. 1 AUEV ist lediglich die der Arbeitnehmerfreizügigkeit als Unterfall der Personenfreizügigkeit geregelt. Sie betrifft ausschließlich Erwerbstätige in Bezug auf Beschäftigung, Entlohnung und sonstige Arbeitsbedingungen. Mit der Vaduz-Konvention wurde im Jahr 2001 zwischen den EFTA-Staaten Island, Liechtenstein, Norwegen und Schweiz die Freizügigkeit vereinbart. Die nordischen Länder und Liechtenstein sind EU-Mitgliedsländern in der Freizügigkeit gleichgestellt und mit der Schweiz besteht seit 1999 ein Freizügigkeitsabkommen.
Das Freizügigkeitsgesetz/EU regelt seit Januar 2005 die Einreise und den Aufenthalt von Staatsangehörigen anderer Mitgliedstaaten der Europäischen Union (Unionsbürger) und ihrer Familienangehörigen (§ 1 FreizügG/EU). Für eine Einreise und einen Aufenthalt bis zu drei Monaten sind nur ein Personalausweis oder Reisepass erforderlich (§§ 2 FreizügG/EU, § 3 FreizügG/EU).
Von März bis Juni 2020 bestanden an zahlreichen Grenzen zwischen Mitgliedstaaten der EU wegen der COVID-19-Pandemie Personenkontrollen und Einreisebeschränkungen.

## Kritik
Teilweise werden von Seiten von Globalisierungskritikern, gewerkschaftsnahen linken Politikern sowie Arbeitnehmern, und auch von Bundesbehörden, Arbeitgebern, Gewerkschaften und Kantonen in der Schweiz die Folgen der Personenfreizügigkeit kritisiert. Dabei stehen Ängste vor einem Verlust von gesetzlichen Regelungen über Umweltschutz, Arbeitsschutz, Mindestlohn und Sozialsysteme im Vordergrund, die durch die Migration von Arbeitskräften von Niedriglohnländern in Hochlohnländer entstehe und zu Lohndumping führe. Existenzbedrohend für kleine und mittlere Unternehmen seien vor allem die vermehrten Scheinselbstständigkeiten. Dagegen wurden in der Schweiz sogenannte Flankierende Maßnahmen ergriffen. Diese werden von Seiten der EU kritisiert. Soziale Probleme können einigen Kritikern zufolge auch im erhöhten wirtschaftlichen Wettbewerb durch die Einwanderer sowie betreffend Fremdenfeindlichkeit seitens der angestammten Einwohner entstehen. Rechte Kreise führen die Möglichkeit von Problemen bei der Integration von ausländischen Arbeitnehmern an und befürchten eine erhöhte Kriminalität im Zusammenhang mit deren Immigration.
Diskutiert wird auch die Auswirkung der Personenfreizügigkeit auf die Zahl der Sozialhilfebezieher: Die EU strebt für ihre Bürger mit der Unionsbürgerschaft ein faktisches Niederlassungsrecht samt Zugang zur Sozialhilfe in der Schweiz und im Gegenzug dasselbe Recht für Schweizerbürger im EU-Raum an. Die Schweiz hat diesen Vorschlag bisher abgelehnt.
Linke, die den Netzwerken „Kein mensch ist illegal“ und „No Borders“ nahestehen, kritisieren im Gegenteil, dass es keine weltweite Freizügigkeit dergestalt gebe, dass jeder Mensch sich unbehindert von Staatsorganen und Grenzen aussuchen dürfe, wo er leben und arbeiten wolle (Freie Migration).